# Austrosynapha spinifera
Austrosynapha spinifera är en tvåvingeart som beskrevs av Freeman 1951. Austrosynapha spinifera ingår i släktet Austrosynapha och familjen svampmyggor. Inga underarter finns listade i Catalogue of Life.